# Igor Julião
Igor de Carvalho Julião (Leopoldina, 23 agosto 1994) è un calciatore brasiliano, difensore del Marítimo.

## Carriera

### Club
Ha giocato nella massima serie brasiliana con il Fluminense.

### Nazionale
Ha partecipato al Campionato sudamericano di calcio Under-20 2013.